# Pinguicula gypsicola
Pinguicula gypsicola är en tätörtsväxtart som beskrevs av T. S. Brandegee. Pinguicula gypsicola ingår i släktet tätörter, och familjen tätörtsväxter. Inga underarter finns listade i Catalogue of Life.

## Bildgalleri

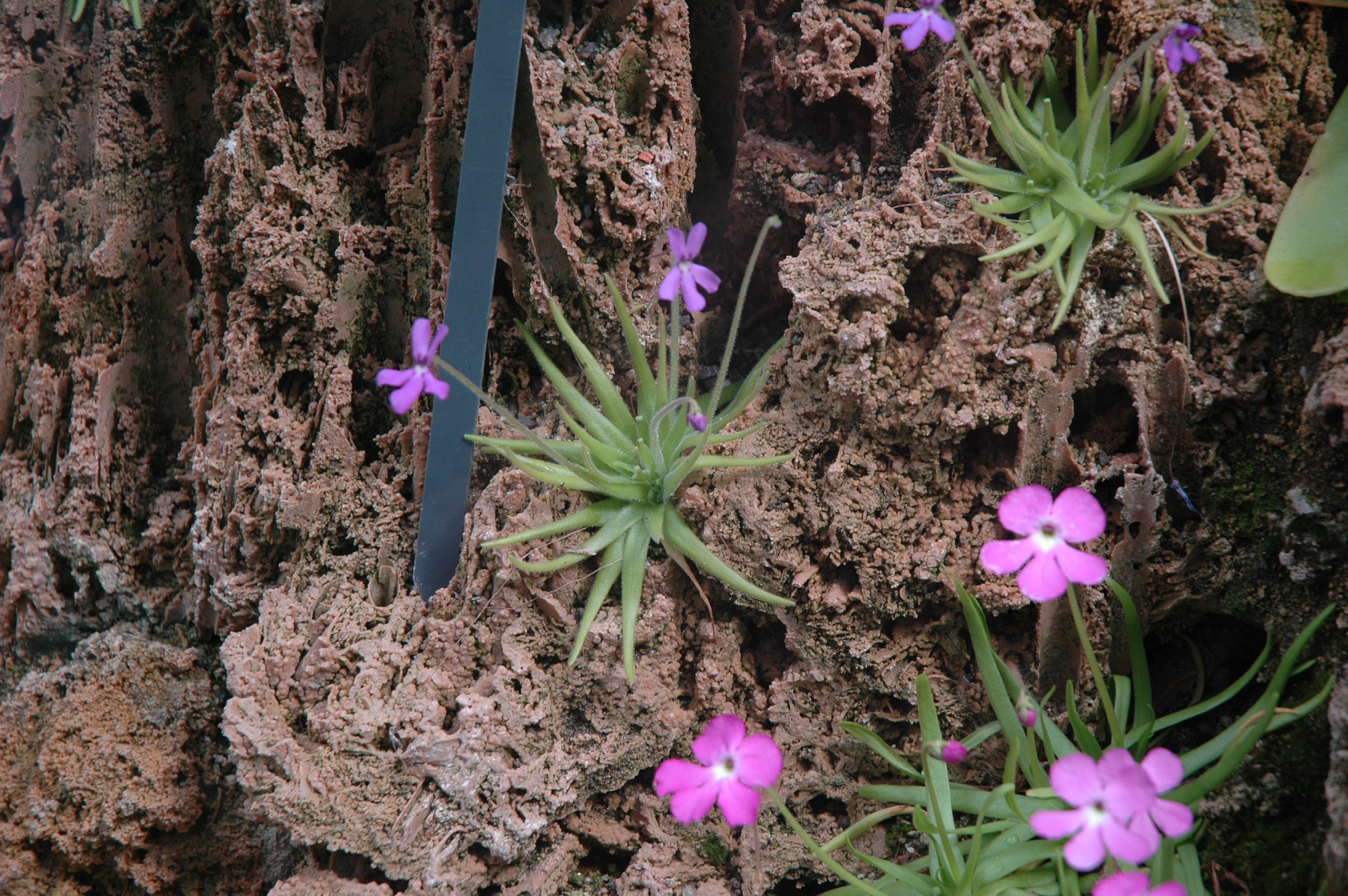
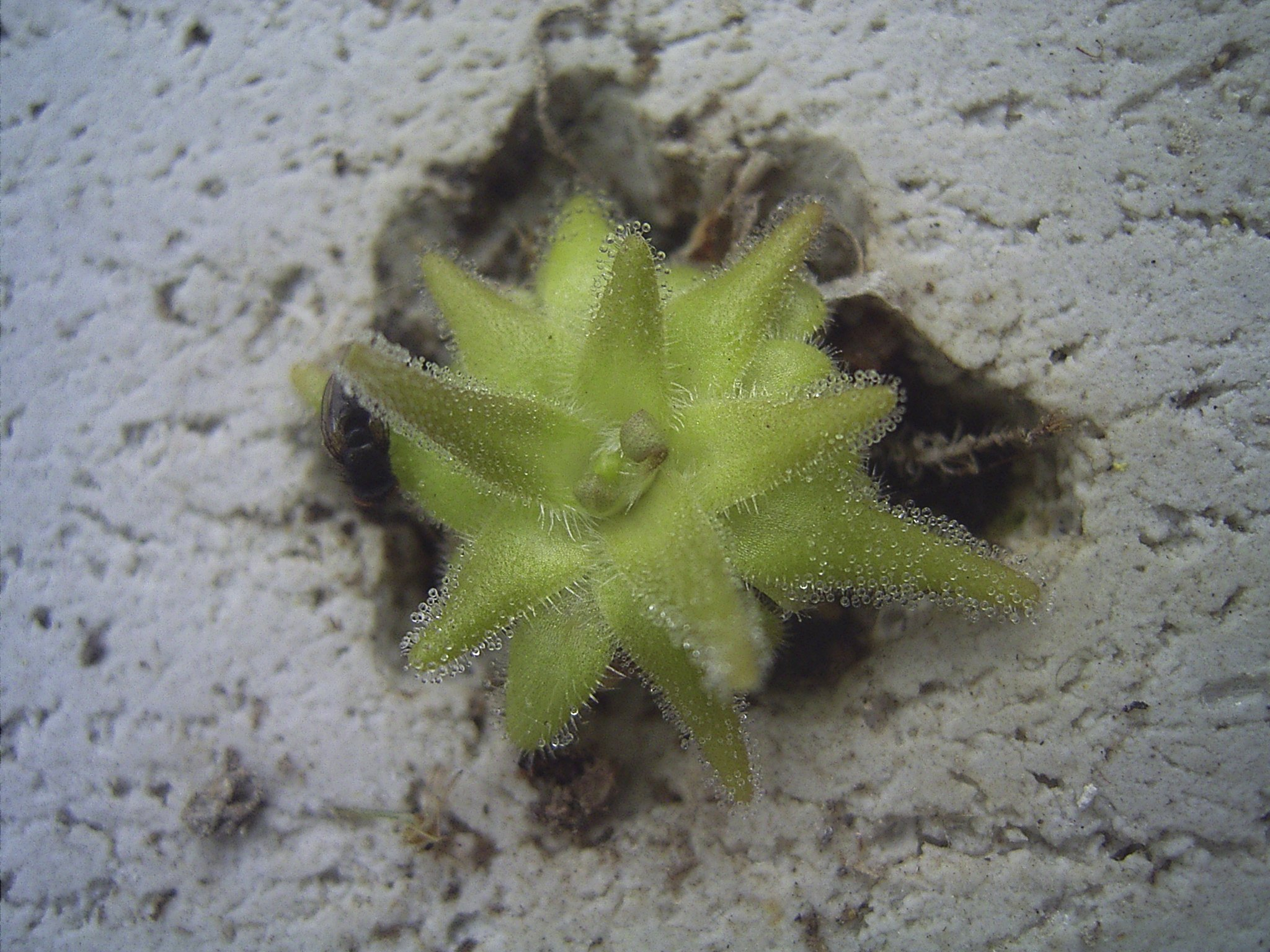
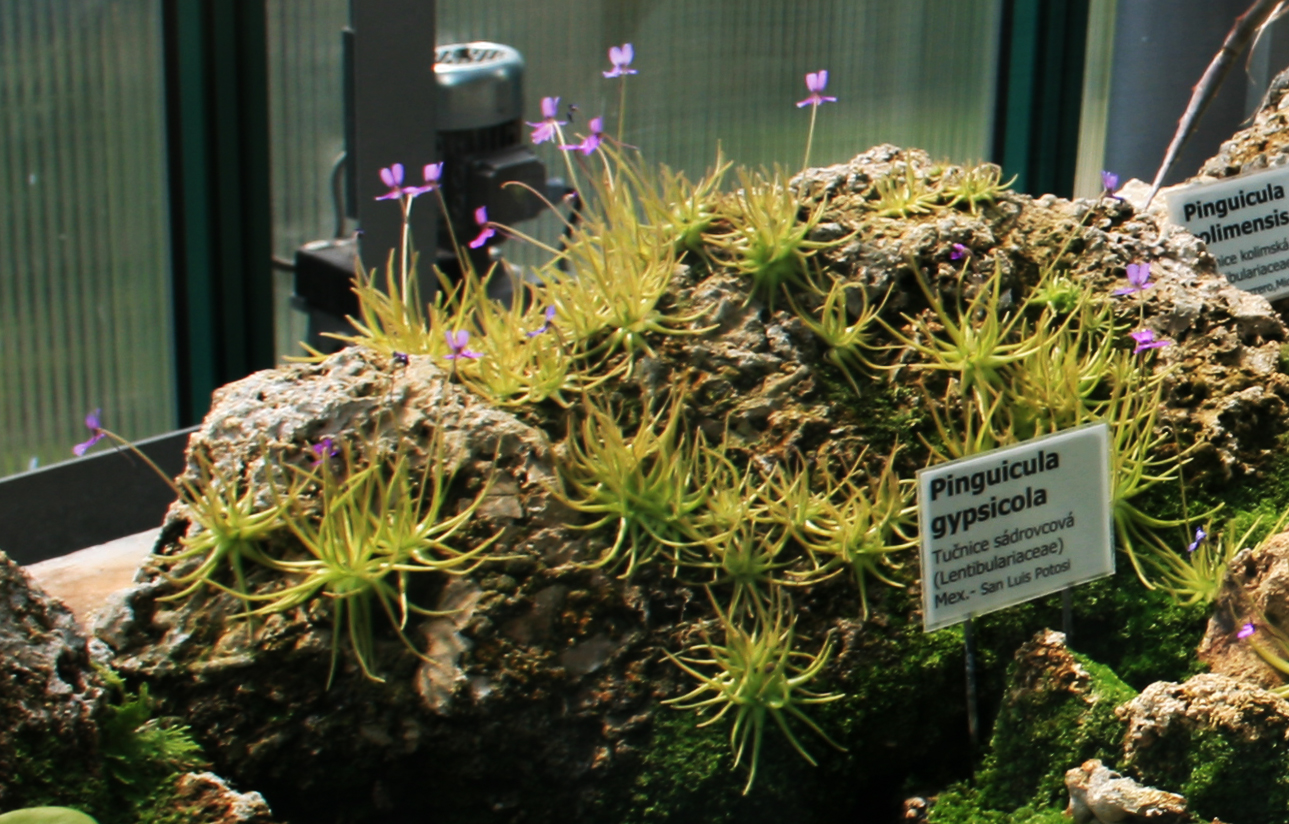
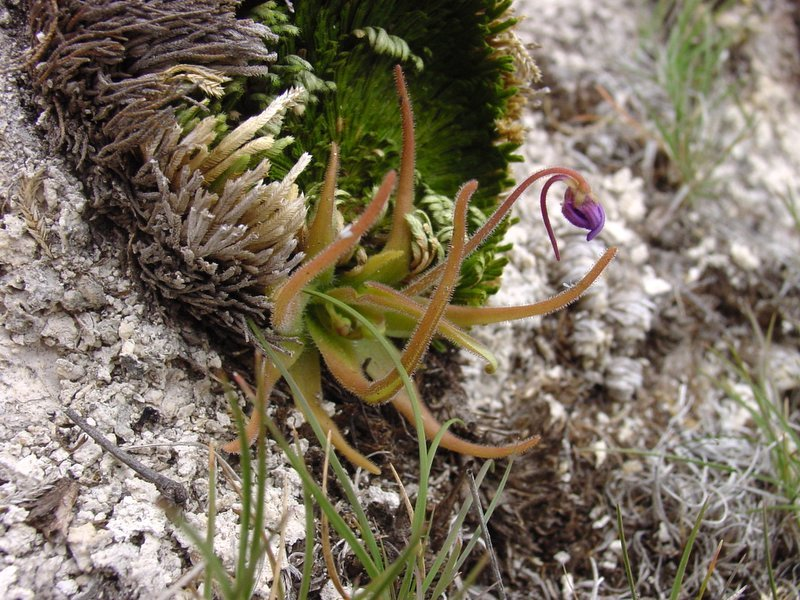